# Catone in Utica
Catone in Utica és una òpera en tres actes composta per Antonio Vivaldi sobre un llibret italià de Pietro Metastasio. S'estrenà al Teatro Filarmonico de Verona el 26 de març de 1737.
Les desavinences, els intents de reconciliació i finalment l'enfrontament entre Juli Cèsar i el senador romà Marc Porci Cató Uticense, que resisteix amb les seves tropes en una ciutat africana, és el que s'explica en aquesta gairebé desconeguda òpera d'Antonio Vivaldi, Catone in Utica. En el llibret, obra d'un Pietro Metastasio en hores baixes, es manegen una sèrie d'intrigues polítiques i amoroses -la filla de Cató, Marzia, està enamorada de Cèsar i no del pretendent que li ha buscat el seu pare, Arbace, per altra banda Emilia, vídua de Pompeu, passeja per aquí ocupada en intrigues diverses-. I no obstant això, Vivaldi va ser capaç d'elaborar una partitura brillant, d'allò més coratjosa, plena de belles àries.
Amb la majoria d'òperes de Vivaldi existeix un enorme problema: només s'ha conservat la partitura completa d'onze d'elles, sobre un total de trenta-una. Així doncs, es fa necessari recórrer a l'estudi contextual i a complexos treballs de reconstrucció de
les pàgines perdudes. Aquest és el cas de Catone in Utica, de la qual falten diverses àries del primer acte, substituïdes
per altres pertanyents al mateix període de composició, disperses en partitures inacabades.
L'any 1733 el compositor Giovanni Francesco Maria Marchi va compondre una òpera amb el mateix nom amb llibret també de Metastasio.

## Discografia
- Jean-Claude Malgoire. Edwards, Laszczkowski, Faraon, Cangemi, Jaroussky, Bertini. La Grande Écurie et la Chambre du Roy. DYNAMIC. Ref.: CDS 403/1-2 (2 CD) D2 x 2